# Гірнича промисловість Індії

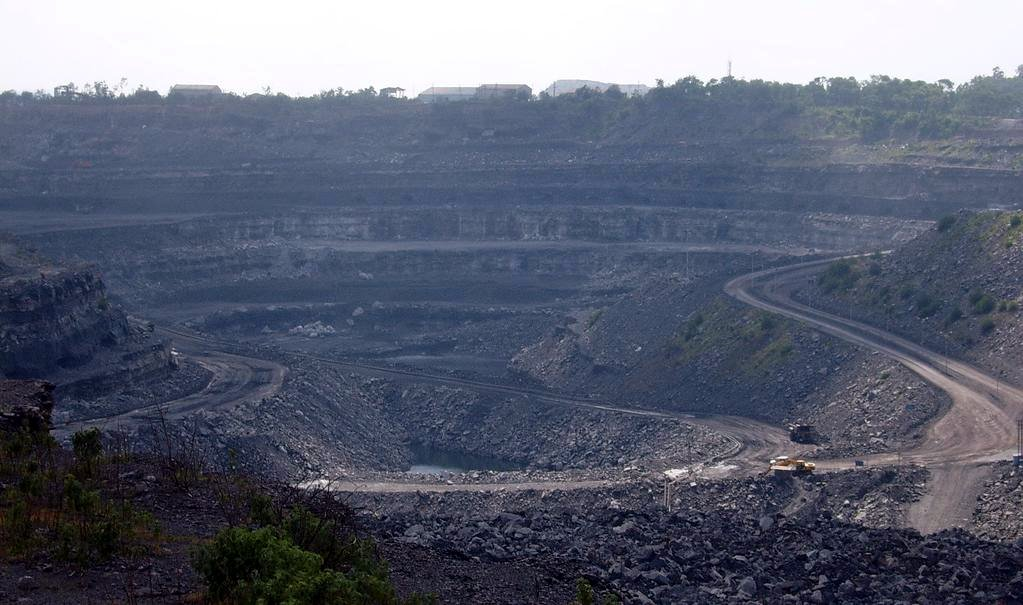
Відкриті розробки вугільних пластів. Біхар.

Гірнича промисловість Індії

## Загальна характеристика
Гірнича промисловість має життєво важливе значення для держави (табл.). В кінці ХХ ст. в цій галузі зайнято бл. 1 млн чол. Основна продукція — кам'яне вугілля з Біхару, Мадхья-Прадеш і Західної Бенгалії, нафта з Ассама і Гуджарата (де розробляються також шельфові родовища), залізняк з Біхару, Орісси і західної Махараштри, а також вапняк. Індія входить до числа провідних світових продуцентів залізної, хромової та марганцевої руд, слюди і магнезиту. Видобуток руд міді, свинцю і цинку забезпечує потреби країни лише частково. В структурі гірничодобувної промисловості переважає паливно-енергетична галузь (бл. 60%), гірничорудна складає третину, решта — гірничо-хімічна промисловість.
| Мінерали і метали    | 2004-2005 | 2006-2007 | 2008-2009 |
| Вугілля (млн т)      | 270       | 308,6     | 300       |
| Сира нафта (млн т)   | 32        | 32,5      | 31,7      |
| Залізна руда (млн т) | 68,5      | 71        | 72        |
| Сталь (млн т)        | 24,8      | 29,3      | 30        |
| Алюміній             | 620,8     | 643       | 625       |
| Мідь                 | 236       | 237       | 270       |
| Цинк первинний       | 180       | 178       | 205       |
| Свинець первинний    | 45        | 46        | 50        |

## Окремі галузі
Див. також Нафта і газ Індії
Нафта і газ. Видобуток газу в Індії становить 69-70 млн куб.м/добу, тоді як потреби оцінюються в 140 млн куб.м/добу (2002). Передбачуваний рівень видобутку на нововідкритому родовищі Іст-Васай оцінюється в 700 тис. т на рік нафти і 96 тис. куб.м/добу (35 млн м³ на рік) газу.
Див. також Вугілля Індії
Видобуток вугілля в Індії зріс з 79 млн т в 1974–1975 рр. до 300 млн т в 1999–2000 рр. при дефіциті в 144 млн т на 2000–2007 рр. і в 260 млн т на 2020/2021 рр. У 1999 р. імпортували 9 млн т коксівного і 9,2 млн т енергетичного вугілля [Coaltrans Mag. — 2001. — 16, № 1. — Р. 7].
На 2001 р. видобуток кам'яного вугілля в Індії становить бл. 310 млн т/рік (3-є місце у світі після Китаю та США), з них 75-80% на кар'єрах. Динаміка вуглевидобутку (млн т): 1990–217; 1994–258; 1998–303; 1999–330; 2000–291; 2001–310; 2003 (прогноз) — 350. Спостерігається швидке виснаження запасів для відкритої розробки. Найбільші вугільні копальні: Біхар (Bihar) — 69130 млн т, Орісса (Orissa) — 50 450 млн т, Мадхья Прадеш (Madhya Pradesh) — 43 430 млн т), Західно-Бенгальська (25 900 млн т) і Андгра (Andhra) — 13 600 млн т.
Вугільний метан. Очікується, що Індія буде добувати 13 млн м³ вугільного метану щодня на восьми дільницях, що належать різним компаніям. Початок видобутку передбачається в 2005–2006 рр. Метан, що вилучатимуть у вугленосних областях центральної і східної частин Індії, як очікується, буде постачатися на виробничі підприємства і на електростанції.
Див. також Залізорудна промисловість Індії
Залізняк. Видобуток Fe-руд в Індії у 2001 р склав 79,2 млн т. Експорт Fe-руд з Індії в 2001 р. (в дужках за 2000 р.) склав (в млн т): 37,3 (32,9). Головні регіони-продуценти — Мадхья Прадеш (Madhya Pradesh) — 17 млн т/рік, Ґоа (Goa) — 15 млн т/рік, Біхар (Bihar) і Карнатака (Karnataka) — 12.5 млн т/рік кожний) та Орісса (Orissa) — 8 млн т/рік).
Провідна державна компанія National Mineral Development Corp. (NMDC) володіє найбільшими рудниками залізної руди в Bailadila (Madhya Pradesh) і Donimalai (Karnataka), загальна потужність яких 18 млн т на рік. Експорт компанії — 8 млн т на рік, г.ч. до Японії, Південної Кореї і Китаю.
Основні споживачі Fe-руд — виробники заліза і сталі в країні — Steel Authority of India Ltd (SAIL), Ispat Industries (Vishakapatnam steel plant), Essar Steel, Jindal Vijaynagar Steel, Jindal Iron & Steel Co., Tata Iron & Steel Co. (Tisco) і Bhushan Steel
Хром. Забезпеченість видобутку хромових руд їх підтвердженими запасами, розрахована за максимальним рівнем виробництва в період 1995–1997 рр. з урахуванням втрат при видобутку і збагаченні у Індії становить 46 років.
Див. також Поліметали Індії
Поліметали. Виробництво цинку та свинцю в Індії зростає. Виробництво Zn за 1998–1999 звітний рік становило 170 тис. т при потребі 240 тис. т з очікуваним нарощуванням дефіциту до 2006 р. до 210 тис. т/рік.
У 2002–2003 рр. можливості власного виробництва свинцю в Індії — до 70 тис.т/рік, тоді як потреби становлять 170 тис. т/рік, що обумовлює його імпорт. Повна виплавка свинцю в країні — 89 тис.т/рік, з них 65 тис. т/рік компанія HZL і 24 тис.т/рік — Indian Lead Ltd. Обидві компанії переробляють імпортний концентрат.
Видобуток і переробка Pb-Zn-руд в районі Бхілвару проводиться держ. компанією Hindustan Zinc (HZL), яка на 2002 р має 7 копалень і 4 плавильні заводи. Продуктивність центральної збагачувальної фабрики компанії в 2000 р. 4,5 тис. т руди на добу. Продуктивність підприємств компанії HZL 149 тис. т/рік. До 2002 р. компанія планує введення в експлуатацію нового металургійного заводу продуктивністю 100 тис. т на рік.
Компанія BIL, що експлуатує металургійний завод продуктивністю 30 тис. т Zn на рік, планує його реконструкцію із збільшенням продуктивності до 60 тис. т/рік, а також будівництво нових цинкового і свинцевого заводів продуктивністю відповідно 100 і 70 тис. т/рік. Компанія працює на конц-тах, що імпортуються.
Компанія Binani Zinc, має плавильний завод в Cochin, який експлуатує в співробітництві з канадською компанією Cominco. Планується підняти його продуктивність від 30 тис. т до 38 тис. т, і зрештою до 100 тис. т на рік.
Див. також Мідь Індії
Мідна галузь Індії розвивається, динаміка добування металу позитивна. За даними International Copper Study Group (ICSG) в Індії в перші роки XXI ст. стають до ладу мідеплавильні і рафінувальні заводи Бірла і Піпавав. Продуктивність заводу Бірла — до 150 тис.т/рік. Компанія Birla Copper експортує мідь до Японії, Кореї, Таїланду, Саудівської Аравії і Малайзії. Мідний завод у Тутікорін (Tuticorin) планує збільшити продуктивність до 150 тис.т/рік. Мідеплавильний завод в Дагей (Dahej, район Bharuch Gujarat) виробляє 110 тис. т на рік анодів, 109 тис. т на рік катодів і експортує бл. 23 тис. т міді на рік. У 2000 р з компанії Sterlite Industries Ltd виділилася дочірня Sterlite Copper, яка спеціалізуватиметься в мідній галузі.
Алюміній — єдиний метал у кольоровій групі, запаси руд якого в Індії достатні для масштабного промислового добування. Запасів бокситів Індії вистачить на 400 років їх експлуатації (за нинішніх темпів видобутку). Індія видобуває бокситу бл. 5.8 млн т/рік.
Найбільший продуцент алюмінію Індії, Hindalco Industries, розширює обсяги виплавки металу на заводах в Renukoot в Uttar Pradesh від 242 тис.т/рік до 342 тис.т/рік. Цей проєкт розширення розрахований на 2002-03 рр.
Найбільша індійська державна алюмінієва компанія National Aluminium Company Ltd. (Nalco) планує збільшити виробництво первинного алюмінію з 237 до 290 тис. т/рік, а виробництво глинозему з 1.56 до 1.59 млн т/рік [Metal Bulletin. 2003]. За іншими даними [Mining Annual Review 2002] Nalco планує підняти виробничу потужність алюмінієвих виробництв у Angul (Orissa) з 230 тис.т/рік до 345 тис.т/рік. Компанія також планує підняти потужність електроґенеруючих установок від 720 МВт до 960 МВт.
Фосфорна сировина. Індія — великий світовий споживач фосфорних добрив. На частку Індії припадає близько 15% світової закупівлі діаммофосу. Власне виробництво добрив в Індії забезпечує біля 70-75% потреб. Інше завозиться г.ч. зі США, Марокко та інш. країн-продуцентів фосфорної сировини. Але з 1990-х років спостерігається тенденція до зміщення центру світового виробництва добрив від традиційних його виробників до країн-споживачів — Індії, Китаю, Австралії. В Індії активно розвивається вітчизняна фосфитодобувна і переробна промисловість, зокрема з залученням іноземного капіталу.
Приріст виробництва діамофосу у Індії до середини 2000 р. становить 2.82 млн т — це понад 11% світових потужностей і більше 2/3 потужностей, що були в країні у 1995–1998 рр. Здійснено ряд нових проєктів, до яких передусім належить комплекс компанії Oswal Chemicals & Fertilizers Ltd. з випуску фосфорних добрив в м. Парадіп. Проєкт включає спорудження заводу сірчаної кислоти, фосфорнокислотної установки добовою потужністю 2650 т і трьох технологічних ліній по випуску діамофосу потужністю 95 т на день. Комплекс буде випускати 1.92 млн т діамофосу і комплексних добрив на рік. Надалі передбачається збільшення його потужності ще на 25%. Потреба комплексу Парадіп в фосфорному концентраті на 2002 р становить 3 млн т на рік. Компанія уклала два контракти на його постачання терміном на 5 років з сирійською компанією Gecopham і китайськими постачальниками. Інший великий проєкт по розширенню вітчизняного виробництва фосфорних добрив в м. Кандла, штат Гуджарат, здійснений компанією Indian Farmers Fertilizer Cooperative Ltd. (IFFCO). Споруджено дві нові лінії по випуску діамофосу або комплексних добрив, що збільшує річну потужність компанії на 270 тис. т діамофосу або 370 тис. т комплексних добрив. Компанія IFFCO в останні роки випускала 450–600 тис. т діамофосу на рік. Введення в експлуатацію нових потужностей вивело IFFCO на одне з провідних місць з виробництва діамофосу. Третьою за масштабом випуску діамофосу в Індії стала компанія Hindustan Lever Chemicals Ltd. (HLCL), яка в 1999 р закінчила будівництво нової лінії по випуску діамофосу річною потужністю 400 тис. т на комплексі в м. Халдія, штат Західна Бенгалія. Загальна потужність компанії досягла таким чином 680 тис. т. Індійська компанія Guijarat State Fertilizers Co. Ltd. в 1996 р. збільшила потужності по випуску діамофосу на своєму заводі в м. Сікка, штат Гуджарат, з 300 до 350 тис. т, і побудувала новий завод аміаку потужністю 1350 т в день. У 2001 р. компанія Guijarat State Fertilizers Co. Ltd. пустила в експлуатацію третю лінію по випуску діамофосу на заводі в м. Сікка, що збільшує її сумарну річну потужність до 870 тис. т.
Таким чином, за період з 1996 р. по 2001 р. загальні потужності по випуску діамофосу і комплексних добрив в Індії збільшилися на 2.2-2.3 млн т на рік. Світові потужності з випуску діамофосу за рахунок Індії зросли майже на 10%.
Барит. Індія — провідний світовий продуцент баритової сировини. Основним її джерелом є найбільше у світі власне баритове родовище Мангампет. Однак протягом ряду останніх років індійська баритова галузь працює нестабільно, щорічний експорт бариту з країни варіює в значних межах (від 24 до 751 тис. т) [World Mineral Statistics 1995-99 / British Geological Survey. Keyworth, Nottingham, 2001]. Проблема має організаційно-фінансовий характер. З 1993 р компанія-власник Andhra Pradesh Mining Development Corp. (APMDC) родовища Мангампет не може знайти ефективного і взаємно-вигідного механізму співпраці з іншими компаніями-видобувниками, що ведуть роботи на родовищі.
Алмазна промисловість. Індія — найбільший центр обробки алмазів на всесвітньому ринку. Індійська алмазна індустрія, переважно локалізована в центрах їх обробки Surat, Gujarat і Rajasthan. Повний експорт дорогоцінних каменів і коштовностей з Індії у 2001 р дорівнював US$7.2 млрд проти US$8.5 млрд у 2000. Повний експорт індійських діамантів у 2001 р склав US$5.3 млрд. На 2-у місці у світі Ізраїль (US$2.7 млрд), на 3-у Бельгія (US$2.5 млрд). На всесвітній ринок діамантів Індія поставляє їх 55% в ціновому відношенні, 80% — за вагою.
Індійський експорт діамантів в 2002 р. становив 380.96 млн кар. (позитивна динаміка на 23,7% до 2001 р). У грошовому вираженні експорт діамантів становив у 2002 р. 6.4 млрд дол. (позитивна динаміка на 21% до 2001 р). На світовому алмазному ринку частка вироблених в країні діамантів зросла в грошовому вираженні з 55% до 60% [Rapaport TradeWire].
Золото. Індія — найбільший світовий споживач золота зі щорічними його закупівлями близько 855 т (кінець ХХ ст.).
Власний видобуток золота в Індії становить бл. 3 т/рік, головний його продуцент — компанія Hutti Gold Mines Co. в Карнатака (Karnataka). Компанія Hutti має плани збільшити видобуток золота від 1 450 кг/рік до 3 500 кг/рік. Компанія має родовища з запасами до 600 т золота. Нові родовища золота з вмістом 0.1-2.6 г/т Au відкриті в районах Chitradurga і Sandur.
Компанія Indo-Gulf Corp. одержує золото і срібло попутно при переробці мідних руд. В 2000-01 тут видобуто 2.86 т 99,99% золота і 10.94 т срібла, проти 5.1 т золота і 18 т срібла в 1999–2000.

## Експорт мінеральної сировини
Осн. статті мінерального експорту Індії: дорогоцінні і виробні камені, ювелірні вироби, залізна руда, слюда, хромові руди.
Гол. імпортний товар — нафта і продукти її переробки, мінеральні добрива. Осн. торгові партнери в експорті та імпорті — РФ, США, Японія, Велика Британія, ФРН.

## Наукові установи. Геологічна служба. Підготовка кадрів
Геол. служба Індії заснована в 1851. У 1906 утворений Інститут гірн. справи, геології і металургії. У 1924 при Калькуттському університеті — Індійське товариство геології, гірництва і металургії, а у 1945 в Калькутті відкритий Центральний інститут досліджень палива, який вивчає технол. і пром. проблеми вугілля і вуглевидобутку. Після здобуття І. незалежності (1947) гірництво одержало новий імпульс розвитку. В 1960 засновано Інститут нафти, в 1961 — Нац. інститут геофіз. досліджень, в 1968 — Інститут геології Гімалаїв. Наук. дослідження з геології координуються Комітетом з природних ресурсів. Відповідальність за охорону і розвідку мінеральних ресурсів покладена на держ. організацію Індійське бюро гірництва, сформовану в Нагпурі у 1948. Вивченням проблем безпеки і ефективності в гірн. справі зайнята Центральна станція досліджень в Дханбаді. У 1959 створене Мінералогічне тов-во Індії. Регіональні дослідницькі лабораторії, утворені в 50-60-е рр. в шт. Андхра-Прадеш, Джамму і Кашмір, Ассам, Орісса.
З 1926 Індійська школа гірн. справи випускає гірн. інженерів, інженерів-нафтовиків, фахівців у галузі прикладної геофізики, геології, гірн. техніки і шахтного обладнання тощо. У багатьох університетах країни працюють спец. відділення геології і гірництва. При Османському університеті в Хайдарабаді відкриті Школа гірн. справи і Центр підвищення кваліфікації фахівців-геологів (з 1976). Відділення геології є в Пунському університеті, відділення гірничорудної техніки, геології і геофізики — в Кхарагпурському технол. інституті.
Осн. періодичні видання в галузі геології і гірн. справи: «Journal of the Institution of Engineers (India) — Mining and Metallurgical Division» (з 1920), «Proceedings of the Indian Academy of Sciences. Ser. А, В» (з 1934), «Journal of Mines, Metals and Fuels» (з 1953), «Metals and Minerals Review» (з 1961), «Indian Mining and Engineering Journal» (з 1962), «Geophysical Research Bulletin» (з 1963), «Geological Survey of India. News» (з 1970), «Indian Journal of Earth Science» (з 1974).